# Герб Сніжного
Ге́рб Сніжно́го — офіційний символ міста Сніжне́ Донецької області. Затверджений 28 квітня 2004 р. рішення № 24/13 сесії міської ради.

## Опис
Герб зображений на п'ятикутному щиті (німецький тип). Поле щита розділене навскіс, на дві частини. Лінія розділу проходить від середини лівої сторони щита до 1/4 частини зверху похилій правової сторони щита. Верхня половина щита червоного кольору, а нижня половина щита синього кольору. У верхній частині щита нанесені жовті букви з назвою міста «СНІЖНЕ».
У центрі герба зображені два основних елементи, які символізують промисловості міста: 
- машинобудування — профіль шестерні (ліва сторона щита);
- вугільна — терикон і копер із зіркою (середина і права сторона щита).

Зірка на копрі символізує початок червонозоряного руху у вугільній промисловості за виконання плану при проведенні змагань між шахтами й, вперше в 1930 році, така зірка була встановлена в місті Сніжне на честь доблесної праці шахтарів. 
На лінії розділу двох кольорів у правій частині щита нижче закінчення фрагмента шестерні нанесені цифри року заснування міста жовтого кольору «1784». 
У нижній частині щита на синьому полі намальована жовта сніжинка.

## Історія
2003 року оголошено конкурс на найкращий проєкт герба і прапора міста Сніжного. До комісії було подано понад 50 проєктів, але депутати вирішили не міняти старий герб. Найкращим проєктом прапора була визнана робота І. Валенкова. Герб і прапор фактично затверджений 28 квітня 2004 року, коли було затверджено Рішення № 24/13, яке закріпило Статут територіальної громади, в якому містилося положення про герб і прапор.